# Trimitomerus riversii
Trimitomerus riversii är en skalbaggsart som beskrevs av Horn 1888. Trimitomerus riversii ingår i släktet Trimitomerus och familjen barkplattbaggar. Inga underarter finns listade i Catalogue of Life.